# Macrolepiota albuminosa
Macrolepiota albuminosa o es una especie de hongo agárico de la familia Agaricaceae que es un simbionte obligado de las termitas. El cuerpo fructífero o píleo del hongo es comestible.
Este hongo crece en las provincias chinas de Yunnan, Sichuan, Guizhou y Guangdong. Se está intentando su cultivo en diferentes condiciones de temperatura, pH y diferentes fuentes de carbono y nitrógeno para descubrir sus requisitos óptimos.

## Taxonomía
Descrito científicamente por primera vez como Agaricus albuminosus por el micólogo inglés Miles Joseph Berkeley en 1847, fue transferido al género Termitomyces en 1941 por el botánico francés Roger Heim y en 1972, al género Macrolepiota por el micólogo británico David Pegler.